# David Čermák
David Čermák (* 18. září 1979) je český manažer, od května 2012 do října 2013 generální ředitel Ředitelství silnic a dálnic ČR.

## Život
Studoval na gymnáziu v Uherském Hradišti a na High school v Marlboro (USA). Navštěvoval Právnickou fakultu Masarykovy univerzity, kterou ale nedokončil. Hovoří anglicky, německy a španělsky.
Pracoval na Krajském úřadu Zlínského kraje, na Ministerstvu dopravy, pro Ministerstvo obrany, Ministerstvo financí, Ministerstvo pro místní rozvoj a na Úřadě vlády ve Státním fondu dopravní infrastruktury. Byl členem dozorčí rady Letiště Praha a členem prezidia Pozemkového fondu ČR.
Dne 11. května 2012 se stal generálním ředitelem Ředitelství silnic a dálnic ČR, kdy nahradil Reného Porubu, který byl dočasně pověřen řízením organizace. Z funkce byl odvolán 1. října 2013. Dalším jeho pracovním zařazením by Ministerstvo dopravy.
V komunálních volbách v roce 2014 byl zvolen do zastupitelstva obce Strání.